# 艾萨克·格雷西
艾萨克·格雷西（英語：Isaac Gracie，1994年10月28日—）是来自西伦敦伊灵的英国创作歌手。童年的格雷西在伊灵修道院唱诗班唱歌，14岁开始写歌。格雷西在2016年与维京EMI唱片签订了唱片合约，并在2018年发行了自己的首张同名专辑。人们将格雷西和杰夫·巴克利、尼克·德雷克和鲍勃·迪伦等人相提并论。

## 唱片目录

### 录音室专辑
- 《Isaac Gracie》（2018），在英国专辑排行榜上最高名列第36位。[6]

### 现场专辑
- 《Songs in Black and White》（2016）

### 迷你专辑
- 《Songs From My Bedroom》（2016）
- 《close up - looking down》（2018）

### 单曲
- The Death of You & I（2017）
- Terrified（2017）
- Last Words（2018）
- Running on Empty（2018）
- Show me Love（2018）

### 音乐视频
- Reverie（2017）
- All in my Mind（2017）
- The Death of You & I（2017）
- Silhouettes of You（2017）
- Terrified（2017）
- Last Words（2018）
- Running on Empty（2018）
- Show me Love（2018）